# 丹生川村立国見小学校
丹生川村立国見小学校 （にゅうかわそんりつ くにみしょうがっこう）は、かつて岐阜県大野郡丹生川村（現・高山市）に存在した公立小学校。

## 概要
- 丹生川村呂瀬（現・高山市丹生川町折敷地の北西部）の小学校であった。1976年、三之瀬小学校、折敷地小学校と統合。荒城小学校の新設により廃校。
- 校名は呂瀬地区の北にある国見山[注釈 3]に由来する。
- 1950年から1970年まで国見中学校を併設し、国見小中学校とも称した。
- 跡地は呂瀬金山地区多目的集会所などになっている。

## 沿革
- 1901年（明治34年）4月1日 - 呂瀬地区に折敷地尋常小学校呂瀬分校を設置する。同時に三之瀬尋常小学校金山分教場を統合する。民家を仮校舎とする。丹生川村の呂瀬地区と上宝村の蓑谷地区[注釈 4]。
- 1902年（明治35年）4月 - 新築移転。
- 1908年（明治41年）4月1日 - 丹生川尋常高等小学校第七分教場となる。尋常科1～6年の児童が通学する。
- 1910年（明治43年）4月 - 農業補習学校第七分教場を併設する。
- 1926年（大正15年）7月 - 青年訓練所を併設する。
- 1941年（昭和16年）4月1日 - 丹生川国民学校第七分教場となる。
- 1947年（昭和22年）4月1日 - 丹生川村立丹生川小学校国見分校に改称する。
- 1949年（昭和24年）
  - 4月1日 - 丹生川小学校から独立し、丹生川村立国見小学校となる。
  - 　4月23日 - 独立祝賀式を行う。
- 1950年（昭和25年）4月1日 - 丹生川村立国見中学校が開校する。国見小学校は国見中学校との併設校となる。
- 1964年（昭和39年）4月 - 上宝村の蓑谷地区の児童の委託を解消。蓑谷地区の児童は上宝村立本郷小学校へ通学する。
- 1970年（昭和45年）3月 - 国見中学校が統合により廃校。国見小学校は単独校となる。
- 1976年（昭和51年）3月 - 統合により廃校。